# Diritti all'inferno
Diritti all'inferno (Straight to Hell) è un film del 1987 diretto da Alex Cox.

## Trama
Tre rapinatori con una valigia piena di soldi e un'isterica donna in ostaggio arrivano in una sperduta cittadina in mezzo al deserto governata da una banda di cowboy caffeinomani. I tre si integrano nella comunità fin quando non fa il suo ingresso in paese il misterioso Mr. Dade: il risultato è una lunga sparatoria tutti-contro-tutti per impossessarsi della valigia e fuggire col malloppo.